# Port de Marioupol
Le port de Marioupol est un port d'Ukraine lié à la mer d'Azov.

## Histoire
Le port est sur la Kalmious comme sortie du complexe sidérurgique du Donbass qui se développe fortement au milieu du XIXe siècle. En 1886, le creusement d'un port en eau profonde commence.
Un musée a été installé pour narrer l'histoire du port.

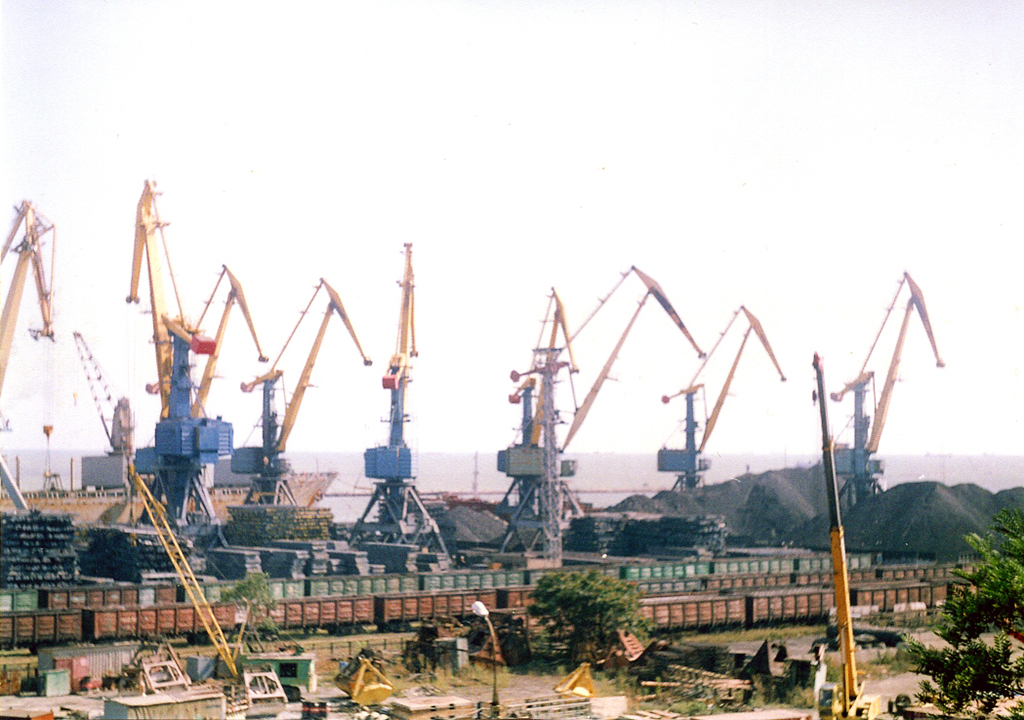
Des grues en 2006.
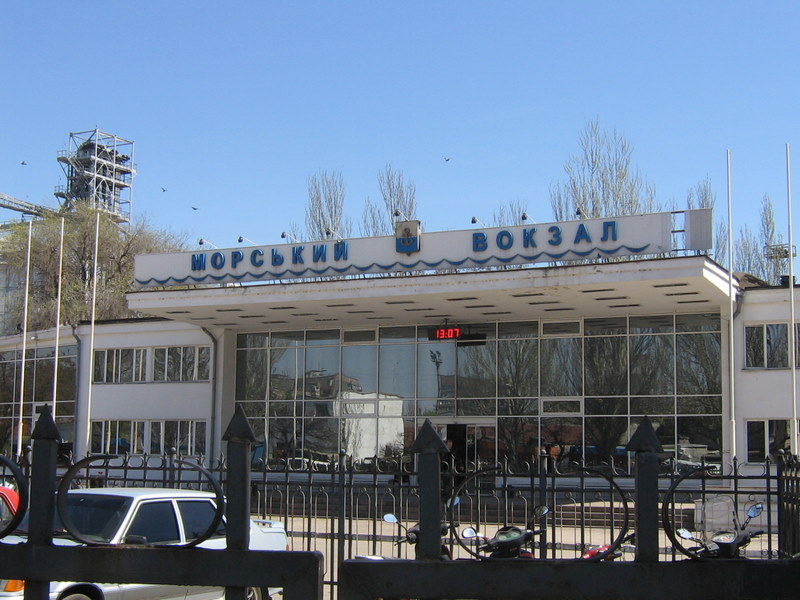
Infrastructure.

## Infrastructures et installations
Il est opéré par l'Autorité portuaire d'Ukraine qui est sous l'autorité du Ministère de l'Infrastructure (Ukraine).
Ainsi que la ville et les environs, il est occupé par la Russie en 2022 et a subi d'importants dégâts.

## Intermodalité
Gare de Marioupol-Port.